# 54-40
I 54-40 (reso graficamente come 54•40) sono un gruppo musicale canadese attivo dal 1981.
La band, originaria della Columbia Britannica, ha tratto il proprio nome da uno slogan politico coniato da James Knox Polk (Fifty-Four Forty or Fight!) e a sua volta riferito al parallelo 54°40′.

## Formazione

### Formazione attuale
- Neil Osborne
- Matt Johnson
- Brad Merritt
- Dave Genn

### Ex componenti
- Phil Comparelli
- Darryl Neudorf
- Ian Franey

## Discografia
- 1982 - Selection (EP)
- 1984 - Set the Fire
- 1986 - 54-40
- 1987 - Show Me
- 1989 - Fight for Love
- 1991 - Sweeter Things: A Compilation (raccolta)
- 1992 - Dear Dear
- 1994 - Smilin' Buddha Cabaret
- 1996 - Trusted by Millions
- 1998 - Since When
- 1999 - Heavy Mellow (live)
- 2000 - Casual Viewin'
- 2003 - Goodbye Flatland
- 2005 - Yes to Everything
- 2008 - Northern Soul
- 2011 - Lost in the City